# Црвени Крст (концентрационный лагерь)

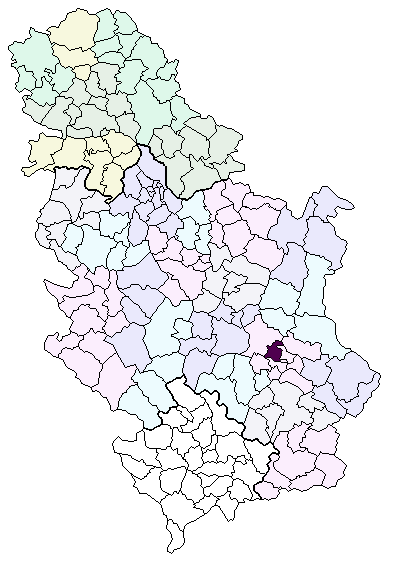
Месторасположение лагеря на карте Сербии

Црвени Крст (серб. Црвени крст — красный крест) — нацистский концентрационный лагерь, действовавший с 1941 по 1944 год в районе сербского города Ниш.
Лагерь был расположен недалеко от железнодорожного вокзала «Црвени Крст» в Нише, в складских зданиях. Лагерь состоял из центрального здания тюрьмы, трех смежных зданий, четыре зданий охраны и двух наблюдательных башен.
Первоначально планировался с середины 1941 года как транзитный лагерь (нем. Durchgangslager), к сентябрю того же года был преобразован в концентрационный лагерь.
За годы существования лагеря через него прошли около 30 000 заключённых, из которых около 12 000 были казнены в местечке Бубань. Узниками лагеря являлись евреи, цыгане, югославские коммунисты, партизаны и члены их семей. Часть заключённых были переведены в лагерь Саймиште и другие концлагеря Европы.
12 февраля 1942 года была предпринята попытка массового побега заключённых во время работ по расширению стен лагеря. Около 50 узников были застрелены на месте, другие сто вырвались на свободу.
Освобождён югославскими партизанами в 1944 году.
В 1979 году лагерь объявлен Памятником культуры особой важности (англ. Monument of Culture of Exceptional Importance). Охраняется государством. В настоящее время на месте лагеря открыт музей, известный под названием Мемориальный комплекс «12 февраля». В 1987 году в Югославии был снят фильм Лагерь Ниш. На месте массовых расстрелов заключённых в Бубани открыт мемориальный парк.

## Погибшие в лагере
- Андреевич, Елисавета